# Dem (Kaya)
Pour les articles homonymes, voir Dem.
Dem est une localité située dans le département de Kaya de la province du Sanmatenga dans la région Centre-Nord au Burkina Faso.

## Géographie
Dem est situé au sud-ouest du lac de homonyme (d'une capacité de 15 millions de m3 d'eau retenue), en limite du périmètre du site Ramsar de protection des zones humides défini en 2009.
Le village se trouve à 5 km au nord de Delga et à 15 km au nord-ouest de Kaya, le chef-lieu du département et de la région. Dem est traversé par la route nationale 15 (RN 15) reliant à Kaya à Kongoussi.

## Économie
L'économie de Dem, essentiellement agro-pastorale, bénéficie de la présence du lac de barrage pour les cultures maraîchères et vivrières qui sont pratiquées sur le pourtour de la retenue d'eau ainsi que les activités de pêche. Le lac est cependant menacé par l'ensablement (dû aux activités humaines) qui a réduit de 40 % sa superficie – passant de 778 ha en 1992 à 551 ha en 2012 – et menace l'agriculture des quatorze villages tributaires et l'alimentation en eau potable de la ville de Kaya à laquelle il fournit 400 000 m3 par jour. En 2018, un plan gouvernemental de réhabilitation du lac (désensablement, réparation des digues, mise en place de cordons pierreux, reboisement et sensibilisation des populations) est adopté dans le cadre du Programme national des aménagements hydrauliques (PNAH),.
Les échanges marchands à Dem sont par ailleurs favorisés par la localisation de la commune sur la RN 15.

## Éducation et santé
Le centre de soins le plus proche de Dem est le centre de santé et de promotion sociale (CSPS) de Delga tandis que le centre hospitalier régional (CHR) se trouve à Kaya.
Dem possède une école primaire publique.